# Глазуново (Урицкий район)
Глазуново — деревня в Урицком районе Орловской области России.
Входит в состав Бунинского сельского поселения.

## География
Ближайшие населённые пункты — Парамоново и Заикино.
Имеется одна улица — Прудовая.

## Население
| 2010 |
| ---- |
| 4    |